# Жетес-би
Жетес-би (полное имя Жетес Кыстаубайулы) (1828, современный Аральский район, Кызылординская область Казахстана — 1914, там же) — известный казахский бий и шешен (оратор).

## Биография
Жетес Кыстыбайулы происходит из приаральской ветви Жакаим рода Шекты, входящей в племя Алимулы. Будущий Жетес-би с детства разрешал межплеменные и межродовые споры, что принесло ему известность, а его семье — постоянный стабильный доход.
Руководствуясь т. н. степной конституцией «Жеты Жаргы», в искусстве разрешения конфликтов и споров Жетес-би превзошёл многих своих предшественников. Несмотря на большие расстояния, к Жетесу приезжали казахи из-под Оренбурга, Астрахани, Сары-Арки, Туркестана и Хивы.

## Память о Жетесе
Жетес-би получил широкую известность среди казахов побережья Сырдарьи, Каракалпакии и даже Оренбурга как справедливый и умный судья.
Сведения о Жетес-би и свидетельства его работы содержатся в таких книгах, как «Комбе» К. Салгарина, «Шежире казахов» С. Толыбекова. В сборнике «Ел аузынан» приводятся сохранившиеся афоризмы Жетес-би.
Улицы имени Жетес-би есть в нескольких городах Казахстана: Аральске Кызылординской области, Актобе, Кызылорде и др. В Кызылординской области существует Жетес-бийский сельский округ.